# Airport-Express-Linie (Metro Delhi)
| Spurweite: | 1435 mm (Normalspur) |                               |                               |
| |                      |                               |                               |
| \| \| \| Indian Railways \| \| \| \| \| New Delhi Gelb/Linie 2 \| \| \| \| \| Blau/Linie 3 \| \| \| \| \| Shivaji Stadium \| \| \| \| \| \| \| \| \| \| Ring Railway \| \| \| \| \| Pink/Linie 7 \| \| \| \| \| Dhaula Kuan \| \| \| \| \| NH 8 \| \| \| \| \| \| \| \| \| \| Delhi Aerocity \| \| \| \| \| Airport \| \| \| \| \| Dwarka Sector 21 Blau/Linie 3 \| \| \| \| \| Dwarka Sector 25 / ECC \| \| |                      |                               |                               |
| Bahnhof quer |                      | Indian Railways               | Indian Railways               |
| U-Bahn-Turmbahnhof mit Tunnelstrecke (im Tunnel) |                      | New Delhi Gelb/Linie 2        | New Delhi Gelb/Linie 2        |
| U-Bahn-Kreuzung mit Tunnelstrecke und geradeaus oben (im Tunnel) |                      | Blau/Linie 3                  | Blau/Linie 3                  |
| U-Bahn-Bahnhof (im Tunnel) |                      | Shivaji Stadium               | Shivaji Stadium               |
| U-Bahn-Tunnelende |                      |                               |                               |
| U-Bahn-Kreuzung mit Eisenbahn |                      | Ring Railway                  | Ring Railway                  |
| U-Bahn-Strecke |                      | Pink/Linie 7                  | Pink/Linie 7                  |
| U-Bahn-Bahnhof |                      | Dhaula Kuan                   | Dhaula Kuan                   |
| |                      | NH 8                          |                               |
| U-Bahn-Tunnelanfang |                      |                               |                               |
| U-Bahn-Bahnhof (im Tunnel) |                      | Delhi Aerocity                | Delhi Aerocity                |
| U-Bahn-Bahnhof (im Tunnel) |                      | Airport                       | Airport                       |
| U-Bahn-Turmbahnhof mit Tunnelstrecke (im Tunnel) |                      | Dwarka Sector 21 Blau/Linie 3 | Dwarka Sector 21 Blau/Linie 3 |
| U-Bahn-Kopfbahnhof Streckenende (Strecke außer Betrieb) (im Tunnel) |                      | Dwarka Sector 25 / ECC        | Dwarka Sector 25 / ECC        |

Die Airport-Express-Linie („Orange Linie“) der Metro Delhi verkehrt von der Station New Delhi zur Station Dwarka Sector 21 und verbindet den Indira-Gandhi-Flughafen mit der Innenstadt Delhis. Die Linie wurde am 23. Februar 2011 eröffnet, die Baukosten beliefen sich auf 57 Milliarden Rupien, von denen 28,85 Mrd. INR von Reliance Infra getragen wurden.
Die gesamte Länge der Strecke beträgt 22,7 Kilometer, von denen 15,7 Kilometer im Tunnel und 7 Kilometer zwischen Buddha Jayanti Park und Mahipalpur als Hochbahn verlaufen. Die Züge fahren mit einer Maximalgeschwindigkeit von 135 km/h, während im restlichen Metronetz 80 km/h üblich sind. Die Fahrzeit von New Delhi bis zum Terminal 3 beträgt 20 Minuten.

## Geschichte
Die ersten Ausschreibungen für die Airport-Express-Linie erfolgten im September 2007. Am 23. Januar 2008 vergab die DMRC eine ÖPP an ein Konsortium von Reliance Energy-CAF für die Planung, den Bau sowie den Betrieb über 30 Jahre. Die DMRC zahlte dabei nur die Hälfte der Baukosten und führte die Tunnel- und Bauwerksarbeiten aus. Die Hochbahnabschnitte der Airport-Express-Linie überqueren acht stark ausgelastete Straßen wie die Ring Road, den National Highway 8, Ridge Road und Sardar Patel Marg.
Die ursprüngliche Planung sah vor, dass die Strecke am 31. August 2010 eröffnet werden sollte, um für die Commonwealth Games 2010 in Betrieb zu sein. Letztlich wurde sie aber erst nach den Spielen am 23. Februar 2011 eröffnet, nachdem die Inbetriebnahme mehrfach verschoben worden war. Die DMRC verlangte von Reliance Infra 3.750.000 Rupien ab dem 30. September 2010 als tägliche Strafzahlung, zuletzt sogar 7,5 Mio. Rupien täglich ab dem 31. Oktober 2010 für wiederholte Zeitplanüberschreitungen. Die Stationen Delhi Aerocity und Dhaula Kuan gingen erst am 15. August 2011 in Betrieb.
Am 8. Juli 2012 wurde der Linienbetrieb wegen technischer Probleme vorübergehend eingestellt, da Risse in den Trägern der Hochbahn und Fehlerstellen in den Gleisen auftraten, sowie Wasser in die Tunnel sickerte. Das Stadtentwicklungsministerium enthüllte anschließend, dass diverse Anker in den Untergrundabschnitten der Strecke ernsthaft beschädigt waren und eine Behebung des Problems mindestens fünf Monate dauern würde. Eine gemeinsame Begehung des Abschnitts mit Mitarbeitern der Delhi Metro und des Reliance Infrastructure Teams zeigte, dass 540 Stützen erneuert und einige mit Rissen Träger umgestaltet werden müssten.
Am 23. Januar 2013 wurde die Strecke für den Verkehr wieder freigegeben, allerdings mit einer reduzierten Höchstgeschwindigkeit von nur 50 km/h. Diese wurde nach Inspektionen der DMRC und anderen Experten nach und nach wieder erhöht. Die Reisezeit bis zum Flughafen betrug in der Zeit 40–50 Minuten.
Am 27. Juni 2013 kündigte die Reliance Infrastructure Ltd. an, dass sie die Strecke ab dem 30. Juni 2013 nicht mehr betreiben könnten. Daher ging der Betrieb ab dem 1. Juli 2013 auf die DMRC über, die die Strecke nun mit über 100 Mitarbeitern für Betrieb und Unterhaltung bedient. Die Höchstgeschwindigkeit wurde ab Mitte 2014 wieder auf 80 km/h angehoben. Im Januar 2015 berichtete die DMRC, dass der Airport Express über dreißig Prozent Zunahme an Fahrgästen verzeichnet, nachdem der Fahrpreis im Juli 2014 um 40 Prozent reduziert worden war. Zukünftig soll die Höchstgeschwindigkeit wieder auf die Zielmarke von 105 km/h angehoben werden.

## Betrieb

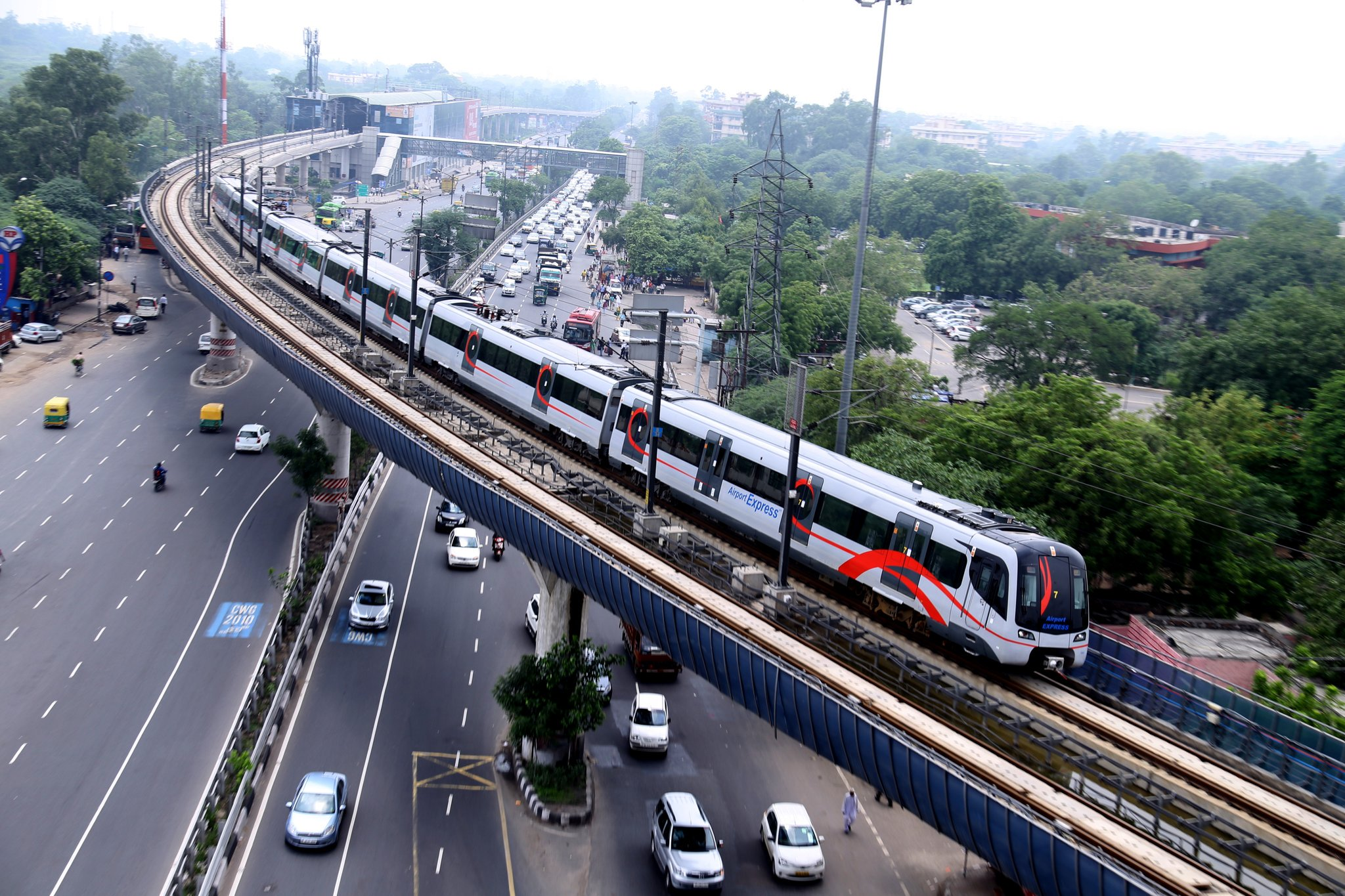
Die Airport-Express-Linie der Metro Delhi

Ursprünglich war auf dieser Linie ein 24-Stunden-Betrieb mit einem 10-Minuten-Takt geplant. Jetzt wird der Betrieb von 4:45 Uhr bis 23:40 Uhr ein 15-Minuten-Takt angeboten, zwischen 8 Uhr und 20 Uhr gibt es einen 10-Minuten-Takt.
Während bei der Eröffnung in 2011 laut Projektplanung etwa 42.000 Fahrgäste täglich erwartet waren, lagen die Fahrgastzahlen zunächst deutlich unter den Erwartungen (etwa 20.000 pro Tag). Erst eine deutliche Fahrpreissenkung ließ die Zahl der Fahrgäste in die Höhe schnellen. Sie übertraf im Jahr 2016 erstmals die Grenze von 50.000 Reisenden pro Tag.

## Check-in-Schalter
Passagiere, die mit Air India oder Jet Airways vom Terminal T3 abfliegen, können bereits an der Metrostation New Delhi einchecken. Der Check-in ist ab 6 Stunden bis 2½ Stunden vor dem Abflug möglich.

## WLAN-Service
Seit dem 13. Januar 2012 bietet die Airport-Express-Linie einen WLAN-Service an allen sechs Stationen entlang der Strecke an. Diese Strecke ist die erste im Metrosystem von Delhi, die diesen Dienst anbietet. Später soll der Dienst auch auf die Züge ausgedehnt werden. Der WLAN-Service wird von YOU Broadband India Limited angeboten.

## Stationen
| Stationen | Stationen        | Stationen    | Stationen        | Stationen                                                          | Stationen |
| #         | Stationsname     | Stationsname | Eröffnung        | Umsteigemöglichkeit                                                | Lage      |
| #         | Englisch         | Hindi        | Eröffnung        | Umsteigemöglichkeit                                                | Lage      |
| --------- | ---------------- | ------------ | ---------------- | ------------------------------------------------------------------ | --------- |
| 1         | New Delhi        | नई दिल्ली       | 23. Februar 2011 | Bahnhof Neu-Delhi und Gelb/Linie 2                                 | Tunnel    |
| 2         | Shivaji Stadium  | शिवाजी स्टेडियम    | 23. Februar 2011 | keine                                                              | Tunnel    |
| 3         | Dhaula Kuan      | धौला कुआँ        | 15. August 2011  | ca. 1000 m zur Station Durgabai Deshmukh South Campus Pink/Linie 7 | Hochbahn  |
| 4         | Delhi Aerocity   | दिल्ली एरोसिटी     | 15. August 2011  | Terminal 1 via Shuttle                                             | Tunnel    |
| 5         | Airport          | विमानपत्तन      | 23. Februar 2011 | Airport Terminal 3                                                 | Tunnel    |
| 6         | Dwarka Sector 21 | द्वारका सेक्टर २१ | 23. Februar 2011 | Blau/Linie 3                                                       | Tunnel    |
| 7         | Dwarka Sector 25 | द्वारका सेक्टर २५ | vsl. 2021–22     | Anschluss an Exhibition Cum Convention Centre                      | Tunnel    |

## Geplante Verlängerungen
Die Strecke soll um eine Station nach Dwarka Sektor 25 verlängert werden, um das zukünftige Exhibition cum Convention Centre (ECC) anzubinden. Hierfür soll eine 1,7 km lange Strecke gebaut werden, die in einem Untergrundbahnhof endet. Die Station soll weiterhin innerhalb des ECC-Komplexes eine unterirdische Station erhalten, die mit Verbindungsgängen an den Bahnhof angeschlossen ist. Die Bauarbeiten zur Streckenverlängerung haben im April 2018 begonnen.